# 원주 김제남 신도비
김제남 신도비(金悌男 神道碑)는 대한민국 강원특별자치도 원주시 지정면 안창리에 있는 조선시대의 신도비이다. 1984년 6월 2일 강원특별자치도의 문화재자료 제21호로 지정되었다.

## 개요
신도비란 왕이나 고관 등의 평생업적을 기록하여 후세에 전하고자 그의 묘 가까이에 세워두는 것으로, 이 비는 조선시대 중기의 문신이자 선조임금의 장인이었던 김제남(1562∼1613) 선생을 기리고 있다.
선생은 선조 18년(1585) 사마시에 합격하여 관직활동을 시작하였고, 별시문과에 급제한 후에는 이조좌랑에까지 올랐다. 둘째 딸이 선조의 둘째 비인 인목왕후로 채택되자 연흥부원군에 봉하여졌다. 광해군 5년(1613)에는 인목왕후의 아들인 영창대군을 왕으로 추대하려 했다는 누명을 쓴 채 사약을 받고 세 아들과 함께 죽음을 당하게 되었다. 인조반정 후에야 명예가 회복되어 그를 위한 사당을 지었고, 이후 영의정에 추증되었다.
비는 거북받침돌 위에 비몸을 세우고 머릿돌을 올린 구조이다. 받침돌의 거북머리가 비를 바라보듯 뒤를 향하고 있어 재미있는 모습이며, 머릿돌에는 구름 속을 헤치는 용의 모습이 가득 새겨 있다.
조선 인조 2년(1624)에 세운 비로, 왕의 명령으로 그의 사당을 지을 때 함께 세워두었다 한다.

## 같이 보기
- 김제남

## 참고 자료
- 김제남신도비 - 국가유산청 국가유산포털